# Кубал, Виктор
Виктор Кубал (словац. Viktor Kubal; 20 марта 1923 года, Светы Юр, Чехословакия — 24 апреля 1997 года, Братислава, Словакия) — словацкий художник, карикатурист, сценарист и кинорежиссёр.
Виктор Кубал стоял у истоков первого словацкого анимационного фильма — «Колодец любви» (1943), снятого Институтом по созданию учебно-методических пособий Školfilm. В основе этого мультфильма лежит легенда о Тренчинском замке. Виктор Кубал часто брал за основу своего творчества словацкие легенды, традиции или фольклор. Кроме того, по воспоминаниям редактора словацкого юмористического журнала Bumerang Федора Вицо, Кубал был одним из основателей чехословацкого сатирического журнала Roháč
Его стиль характеризуется обрывочным рисунком, юмором и продуманной постановкой. Виктор Кубал является автором многих анимационных фильмов, получивших многочисленные зарубежные награды.
Своё актёрское мастерство Виктор Кубал проявил, сняв художественный фильм «Берегитесь!» (Dávajte si pozor!).
Виктор Кубал похоронен в Братиславе на Мартинском кладбище. В 2006 году во время проведения фестиваля юмора «Кремницкие гэги» на «Улице знаменитых носов» была открыта пластиковая скульптура носа Виктора Кубала как дань уважения к творчеству мастера.

## Творчество
- 1969—1976 — О Петре: режиссёр, автор сценария и мультипликатор Виктор Кубал (позднее режиссером серии стал Йозеф Кабрт)[4][5][6]
- 1969—1973 — Пуф и Муф: режиссёр: Виктор Кубал
- 1976 — Разбойник Юрко: режиссёр: Виктор Кубал[7][8]
- 1980 — Кровавая графиня: режиссёр: Виктор Кубал[9]
- 1980—1981 — Человечек с перекрёстка: режиссёр, автор сценария и мультипликатор Виктор Кубал[10]
- 1983 — Метеоролог, оператор: Милан Петёвский, режиссёр: Виктор Кубал
- 1986 — Янко Горошек на уроке химии, оператор: Милан Петёвский, режиссёр: Виктор Кубал
- 1987 — Марципановая комедия, оператор: Милан Петёвский, режиссёр: Виктор Кубал[11]

### Короткометражные фильмы[12]
- 1974 Шахматы
- 1976 Презент
- 1977 Кино
- 1978 Лестница
- 1979 Единственный в семье

### Книги[13]
- Виктор Кубал: Путешествие Тома Пилби — Mladé leto, 1962
- Виктор Кубал: Отцы и дети — Smena, 1963[14]
- Виктор Кубал: Я и мой брат

## Фильмография
- 1990 Берегитесь! ….в роли деда Словака[15]